# David Patros
David Patros (né le 11 septembre 1977 à Paris) est un athlète français spécialiste du sprint. 

## Carrière
En 2000, David Patros devient champion de France du 100 mètres, avec un temps de 10 s 48. 
Il participe aux Jeux olympiques de Sydney sur 100 mètres, où il est éliminé en quarts de finale, et sur 4 × 100 mètres, où associé à Frédéric Krantz, Christophe Cheval et Needy Guims, il termine 5e de la finale en 38 s 49.
En 2002, il fait partie du relais français composé également de Aimé-Issa Nthépé, Jérôme Éyana et Ronald Pognon, qui échoue au pied du podium aux Championnats d'Europe.

### Palmarès
| Date | Compétition                   | Lieu        | Résultat | Épreuve   | Performance |
| ---- | ----------------------------- | ----------- | -------- | --------- | ----------- |
| 1995 | Championnats d'Europe juniors | Nyiregyhaza | 8e       | 100 m     | 10 s 64     |
| 1995 | Championnats d'Europe juniors | Nyiregyhaza | 5e       | 4 × 100 m | 40 s 56     |
| 1996 | Championnats du monde juniors | Sydney      | 2e       | 4 × 100 m | 39 s 47     |
| 1999 | Championnats d'Europe espoirs | Göteborg    | 2e       | 4 × 100 m | 39 s 14     |
| 2000 | Championnats de France        | Nice        | 1er      | 100 m     | 10 s 48     |
| 2000 | Jeux olympiques               | Sydney      | 5e       | 4 × 100 m | 38 s 49     |
| 2002 | Championnats d'Europe         | Munich      | 4e       | 4 × 100 m | 38 s 97     |

### Records
| Épreuve    | Performance | Lieu    | Date            |
| ---------- | ----------- | ------- | --------------- |
| 100 mètres | 10 s 13     | Castres | 27 juillet 2000 |
| 200 mètres | 20 s 51     | Paris   | 23 juillet 2000 |